# Абель Паркер Апшер
Абель Паркер Апшер (англ. Abel Parker Upshur; 17 червня 1790 — 28 лютого 1844) — американський правник і політик. Брав активну участь у політиці штату Вірджинія, а також обіймав посаду міністра військово-морських сил США і Держсекретаря США. Відіграв важливу роль у переговорах по таємній угоді, яка призвела до анексії Техасу США та прийняттю його в союз. Був серед шести осіб, убитих вибухом на борту військового корабля «USS Princeton».

## Життєпис
Народився в окрузі Нортхемптон, Вірджинія, в сім'ї Літтлетон Апшера та Анни Паркер одним з 12 дітей. Його батько, вірний Федералістської партії, був власником плантації і членом Законодавчих зборів Вірджинії і капітаном під час Англо-американської війни.
Навчався в Єльському та Принстонському університетах, але був відрахований за участь у студентському повстанні. Після він виїхав до Ричмонду, Вірджинія, щоб вивчати право.
У 1810 прийнятий в колегію адвокатів, але незабаром після смерті батька повернувся в Вірджинію, де став займатися юридичною практикою.
26 лютого 1817 одружився з Елізабет Денніс, яка померла під час пологів у жовтні 1817. У 1824 одружився з Елізабет Енн Браун, яка народила від нього дочку.
У 1812 вибраний в палату депутатів Вірджинії.
У жовтні 1841 став 13-м міністром військово-морських сил США. Його термін був відзначений сильним акцентом на реформу і перебудову флоту, а також на його розширення та осучаснення. При ньому збільшилися асигнування флоту, почалося будівництво нових вітрильних і парових кораблів і була створена військово-морська обсерваторія США та гідрографічна служба.
У 1843 президент Джон Тайлер призначив його Держсекретарем США. На цій посаді він домігся анексії Техасу та був активним прихильником залучення «Орегонської землі» в союз.
28 лютого 1844 Апшер і кілька інших високопоставлених осіб загинули внаслідок вибуху бомби на пароплаві «USS Princeton», під час плавання по річці Потомак. Був похований на кладовищі Конгресу у Вашингтоні.